# ヴィンデックス (水上機母艦)
ヴィンデックス (HMS Empress) は、イギリス海軍の水上機母艦。

## 艦歴
「ヴィンデックス」はアームストロング・ホイットワース社で「ヴァイキング (Viking)」の船名で1905年に建造された。アイル・オブ・マン・スチーム・パケット・カンパニーの高速フェリーとして運用されていたが、1915年3月15日に海軍によって取得され、水上機母艦へ改装された。1915年10月11日に完全に購入された。
艦名は駆逐艦「ヴァイキング (HMS Viking)」との混乱を避けるため「ヴィンデックス」と改名された。
「ヴィンデックス」には飛行甲板が設置され、車輪付きトロリーによる発艦が可能となった。「ヴィンデックス」は7機の水上機の運用が可能で、その経歴においてショート184、ブリストル スカウト、ソッピース パップ、ソッピース ベイビー等の機種が運用された。艦に搭載された12ポンド砲は、後に2基の4インチ対空砲に換装された。
「ヴィンデックス」はノアとハリッジを拠点として活動し、1918年には地中海に移動した。1916年1月にハーゲ (Hage) の飛行船基地爆撃作戦に投入されるが、作戦は濃霧のため中止となった。この作戦は同月中に再度実行されたが、その際も爆撃実行前に中止となった。
1919年に退役し、1920年1月12日に元の所有者に売却された。